# Ernoul (Chronist)

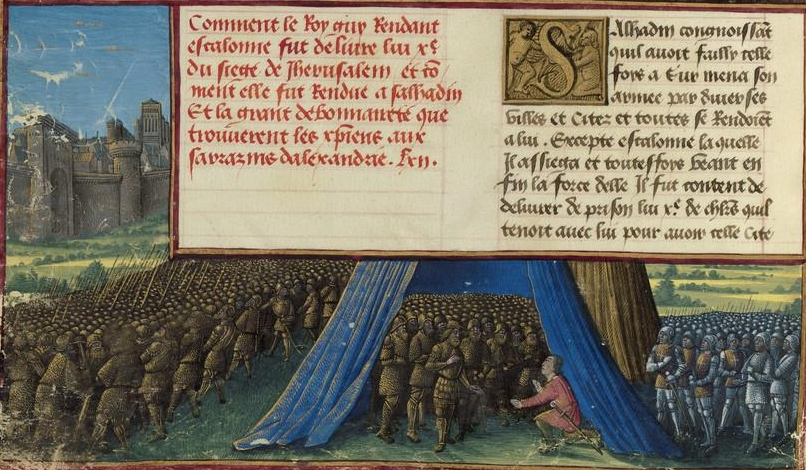
Balian von Ibelin übergibt Jerusalem an Saladin (Illustration eines Manuskripts von 1490)

Ernoul (bl. 1187) war ein Chronist der Kreuzzüge. Ernouls Werk (in altfranzösischer Sprache) ist nicht erhalten, sondern liegt in Bearbeitungen des 13. Jahrhunderts vor, teilweise als Fortsetzung der Chronik des Wilhelm von Tyrus.

## Leben
Ernouls Chronik schildert die Niederlagen der Kreuzfahrer bei Cresson (1. Mai 1187) und bei Hattin (4. Juli 1187) sowie den Verlust Jerusalems (2. Oktober 1187) aus der Perspektive eines fränkischen Adligen vom Outremer.
Im Zusammenhang mit der Schlacht bei Cresson tritt der Autor der Chronik das einzige Mal namentlich hervor, als Knappe Balians II. von Ibelin: Balian fand die Kreuzfahrerburg La Fève (castrum Fabe) in Galiläa  zu seinem Erstaunen verlassen vor. „Dont fist descendre .i. sien varlet qui avoit à nom Ernous. Ce fu cil qui cest conte fist metre en escript.“ Wie sich herausstellte, war die Besatzung der Burg, 50 bis 60 Templer, bei Cresson gefallen. (Dies ist ein heikler Punkt innerhalb der Chronik, denn der Leser stellt sich die Frage, warum Balian von Ibelin nicht an dieser Schlacht teilnahm.)
Ein Arnais von Gibelet (Dschebail) war im 13. Jahrhundert Feudalherr auf Zypern; Margareth Ruth Morgan hielt es für möglich, dass er mit Ernoul (Schreibweise in den Manuskripten: Ernous, Hernoul) identisch sei.

## Werk
Welche der Bearbeitungen der verlorenen Urschrift Ernouls am nächsten kommt, ist in der Forschung umstritten:
- L’ Estoire de Eracles Empereur et la Conqueste de la Terre d’Outremer (Colbert-Fontainebleau-Text);
- L’ Estoire de Eracles Empereur et la Conqueste de la Terre d’Outremer (Lyon-Text);
- Chronique d’Ernoul et de Bernard le Trésorier, auch bezeichnet als Abrégé.

### Inhalt
Die politischen Ereignisse bis 1182 werden von Ernoul nur knapp referiert. In die Darstellung der Jahre 1182 bis 1185 sind Beschreibungen der Geographie Palästinas eingeschoben, die aus einer anderen Quelle übernommen wurden. Vor dem Bericht über die Belagerung Jerusalems widmet Ernoul (in der Version des Abrégé) der Stadtbeschreibung Jerusalems ein eigenes Kapitel. Diese detailreiche Darstellung (La Citez de Iherusalem) zeigt die Kenntnis eines Augenzeugen und war wohl eine separate, vor der Belagerung der Stadt verfasste Schrift, möglicherweise das Werk eines anderen, anonymen Autors.
Es ist nicht eindeutig, bis zu welchem Jahr Ernouls Chronik fortgeführt wurde: 1227, 1229 oder 1232.

### Tendenz
Hinter den Passagen, die allen drei Texttraditionen gemeinsam sind, wird Ernouls Chronik am ehesten erkennbar. Sie unterscheidet sich von allen anderen christlichen Chroniken der Zeit darin, dass sie Saladin positiver darstellt als die sogenannte Hofpartei um Guido von Lusignan. Unter den christlichen Akteuren werden Balian von Ibelin und Raimund III. von Tripolis von Ernoul besonders gewürdigt. Ernoul war daran interessiert, die Kontakte seiner christlichen Helden zur muslimischen Seite, die sich nicht leugnen ließen, zu rechtfertigen, indem er Saladin als Inbegriff ritterlicher Tugenden und als edlen Heiden präsentierte.

## Rezeption
In Lessings Werk Nathan der Weise ist die von Ernoul geschaffene, idealisierte Saladinfigur vorausgesetzt.
Der Film Königreich der Himmel übernimmt aus Ernouls Chronik die Charakterisierung Balians von Ibelin und Guidos von Lusignan. (Dieser Film ist allerdings bei der Darstellung der Stadt Jerusalem von Ernoul unbeeinflusst.)

## Textausgaben
- Peter W. Edbury: The Conquest of Jerusalem and the Third Crusade: Sources in Translation. Ashgate, 1996.
- Margareth Ruth Morgan: The Chronicle of Ernoul and the Continuations of William of Tyre. Oxford University Press, 1973.
- Janet Shirley: Crusader Syria in the Thirteenth Century: The Rothelin Continuation of the History of William of Tyre with part of the Eracles or Acre text. Ashgate, 1999.
- Margareth Ruth Morgan: La Continuation de Guillaume de Tyr (1184–1192). Paris 1982.
- Chronique d’Ernoul et de Bernard le Trésorier, publiée, pour la première fois, d’après les manuscrits de Bruxelles, de Paris et de Berne, avec un essai de classification des continuateurs de Guillaume de Tyr, pour la Société de l’histoire de France. Paris 1871, S. 189–210 (Beschreibung der Stadt Jerusalem); archive.org
- Henri Michelant, Gaston Raynaud: Itinéraires à Jérusalem et descriptions de la Terre Sainte. Genf 1882; archive.org.